# Далеке (Ґродзиський повіт)
Далеке (пол. Dalekie) — село в Польщі, у гміні Ґраново Ґродзиського повіту Великопольського воєводства.
У 1975-1998 роках село належало до Познанського воєводства.